# Pavel Padrnos
Pavel Padrnos est un coureur cycliste tchèque né le 17 décembre 1970 à Třebíč. Il est professionnel de 1996 à 2007.

## Biographie
En 1992, il termine huitième du 100 km contre la montre par équipes aux Jeux olympiques de Barcelone, avec ses coéquipiers tchèques. 
Il a été impliqué dans l'affaire de dopage dite du blitz du Giro 2001. Il a été acquitté en octobre 2005.

## Palmarès

### Palmarès année par année
- 1988
  -  Médaillé d'argent du championnat du monde du contre-la-montre par équipes juniors
  - 3e du Tour du Pays de Vaud
- 1990
  - 6e étape du Grand Prix Guillaume Tell
  - 3e de la Course de la Paix
  - 3e du Tour de Bohême
- 1992
  - 2e du Berliner Etappenfahrt
  - 2e du Tour de Slovaquie
- 1993
  - 6eb étape de la Course de la Paix (contre-la-montre)
  - 2e du championnat de Tchécoslovaquie sur route
  - 3e de la Course de la Paix
  - 3e du Tour de Bohême
- 1994
  - 6ea étape de la Course de la Paix (contre-la-montre)
  - Classement général du Tour de Bavière
  - Classement général du Tour de Bohême
  - Classement général du Tour de Hesse
- 1995
  - Tour de Basse-Saxe :
    - Classement général
    - Prologue

  - Course de la Paix :
    - Classement général
    - 3e, 5e et 8ea (contre-la-montre) étapes

  - Classement général du Tour de Hesse
- 1996
  -  Champion de Tchécoslovaquie sur route
  - 4e et 8e étapes (contre-la-montre) du Tour de Slovaquie
- 2003
  - 4e étape du Tour de France (contre-la-montre par équipes)
- 2004
  - 4e étape du Tour de France (contre-la-montre par équipes)
- 2005
  - 4e étape du Tour de France (contre-la-montre par équipes)

### Résultats sur les grands tours

#### Tour de France
8 participations
- 1997 : abandon (9e étape)
- 1999 : abandon (10e étape)
- 2000 : 85e
- 2002 : 69e
- 2003 : 102e, vainqueur de la 4e étape (contre-la-montre par équipes)
- 2004 : 79e, vainqueur de la 4e étape (contre-la-montre par équipes)
- 2005 : 95e, vainqueur de la 4e étape (contre-la-montre par équipes)
- 2006 : 65e

#### Tour d'Italie
8 participations
- 1997 : 45e
- 1998 : 36e
- 1999 : 18e
- 2000 : 26e
- 2001 : 38e
- 2005 : 60e
- 2006 : 67e
- 2007 : 73e

#### Tour d'Espagne
2 participations
- 1998 : abandon (10e étape)
- 2001 : abandon  (8e étape)

#### Course de la Paix
- 1990 : 3e
- 1993 : 3e
- 1994 : 7e
- 1995 : 1er

## Récompenses
- Cycliste tchèque de l'année : 1994